# Federico Montaner
Federico Montaner Canet (Pampelune, 1874 - Saint-Sébastien, 1938) était un militaire, cartographe et homme politique espagnol. 
Cartographe de formation et officier d’état-major, Montaner Canet fut notamment chargé dans les années 1920 et 1930 de dresser une carte topographique du Maroc espagnol. Lors du coup d’État de 1936, Montaner Canet, partie prenante de la conspiration, et se trouvant alors à Saragosse sous les ordres du général Cabanellas, se rallia à la rébellion nationaliste et siégea peu après comme secrétaire dans la Junte de défense nationale, embryon de gouvernement de la zone rebelle au début de la Guerre civile. En octobre 1936, le général Franco le nomma chef en second du secrétariat à la Guerre au sein de son quartier-général à Salamanque.

## Biographie

### Cartographe militaire

#### Mise en contexte: cartographie militaire en Espagne
La décision de dresser la carte topographique du Maroc espagnol à l’échelle 1:50 000 avait été prise sous la dictature de Primo de Rivera. Le décret en ce sens, promulgué en décembre 1923, prescrivait à toutes les agences gouvernementales compétentes dans les domaines géographique, cadastral ou statistique de poursuivre leurs activités, sous réserve de certains ajustements à leur champ respectif de compétence et à leurs priorités. L’Institut géographique (organisme civil) était désormais tenu de centrer tous ses efforts sur la réalisation de la carte topographique de l’Espagne métropolitaine à l’échelle 1:50 000, aux dépens de ses autres missions ; l’institut bénéficierait de la collaboration du Dépôt de la Guerre (organisme militaire) pour les relevés nécessaires. En somme, la dictature plaçait ainsi la politique cartographique de facto sous la tutelle de l’état-major, et permettait au Dépôt de la Guerre d’avoir ses entrées dans la topographie de base, en octroyant aux cartographes militaires des fonctions propres à l’administration civile, telles que le bornage des communes. Cette militarisation de l’activité cartographique allait culminer dans la décennie suivante. Pour l’Espagne métropolitaine, une division du travail fut instaurée entre le Dépôt de la Guerre et l’Institut géographique, aux termes de laquelle les cartographes militaires se chargeaient de la zone du Guadarrama et, plus spécifiquement, des Pyrénées ; pour les territoires situés hors métropole (Maroc et îles Canaries), c’est le Dépôt de la Guerre qui prendrait à sa charge d’en effectuer le relevé topographique.
Au Maroc, les activités du Dépôt de la Guerre étaient soumises à trois contraintes : a) la nécessité de maîtriser un territoire se trouvant de 1913 à 1927 dans un état d’insurrection permanente ; b) la consolidation des positions espagnoles face aux visées expansionnistes de la France, et c) le renforcement des arrières africains des Canaries, dans le but d’assurer la défense de celles-ci ainsi que de sécuriser la navigation aérienne transatlantique et africaine.
La campagne militaire de 1909 au départ de Melilla avait mis en lumière le défaut de connaissance géographique de la partie orientale du Protectorat. À l’issue des opérations militaires de 1909, l’armée espagnole occupait autour de la place forte de Melilla un territoire d’un peu moins de 2 000 km2, sur lequel la Commission géographique du Maroc (dépendant du Dépôt de la Guerre) se mit en devoir de procéder aux relevés topographiques nécessaires. Jusqu’en 1927 cependant, les cartographes militaires durent se vouer à des tâches plus urgentes, à savoir fournir une cartographie opérationnelle pour les besoins de la guerre du Rif alors en cours. En effet, la maîtrise du terrain par l’armée demeurant précaire, les activités topographiques menées entre 1912, date de la réorganisation de la Commission géographique du Maroc, et 1927, date de fin de l’occupation militaire, prirent une nette allure de cartographie de guerre, où l’équipe de la Commission géographique perdit un nombre significatif de ses membres.
Dans la pratique, il fallut attendre l’avènement de la dictature de Primo de Rivera en septembre 1923 pour que l’Institut géographique (civil) s’engage résolument à mettre en place le quadrillage géodésique du Protectorat. Pourtant, les travaux allaient être entravés d’une part par la situation de guerre, rendant malaisés les relevés sur le terrain, et d’autre part par l’attitude velléitaire quant à la question marocaine de Primo de Rivera, partisan jusqu’en 1924 de l’abandon du Protectorat par l’Espagne.
Le Dépôt de la Guerre avait d’abord donné ordre à sa Commission géographique du Maroc de confectionner une carte militaire du Protectorat à l’échelle 1:100 000, mais, les opérations militaires une fois achevées et les projets cartographiques ayant entre-temps été revus, la carte fut finalement conçue à l’échelle 1:50 000. Elle est le pendant espagnol des activités cartographiques, avec relevés topographiques détaillés, menées en Afrique par les armées coloniales des autres États européens.

#### Carrière de cartographe militaire en métropole
Reconnu comme l’un des cartographes les plus compétents du corps d’état-major de l’armée espagnole, cultivé et polyglotte, Montaner Canet fut chargé à partir de 1904 de fixer le tracé de la frontière entre la France et l’Espagne. En 1922, promu entre-temps lieutenant-colonel de l’armée, il fut nommé chef de la Commission géographique des Pyrénées, établie à Pampelune. Il dressa pour le compte de la Société d’études basques une carte géographique du Pays basque, publiée sur quatre planches en langue basque à Barcelone en 1922, et une autre de la Navarre, éditée à Madrid en 1926, toutes deux à l’échelle 1:200 000.

#### Carrière de cartographe militaire au Maroc espagnol
Avant même que l’ordre officiel de dresser une carte au 1:50 000e n’ait été donné en janvier 1928, le Dépôt de la Guerre avait déjà procédé plusieurs mois auparavant à une vaste réorganisation de ses commissions géographiques, en vue d’achever le relevé topographique du Protectorat. C’est dans ce cadre qu’en juillet 1927 le lieutenant-colonel Montaner Canet, alors chef de la Commission géographique des Pyrénées, vint rejoindre l’équipe de la Commission géographique du Maroc, concomitamment avec un groupe d’officiers jusque-là employés en métropole, dont le capitaine Darío Gazapo Valdés.
Montaner Canet s’imposa, dès son arrivée à Ceuta en août 1927, comme l’un des piliers du Dépôt de la Guerre au Maroc. Nommé en 1929 chef en second de la Commission marocaine, puis l’année suivante placé à la tête de la Commission du Maroc et des Limites, il lui incomba de codiriger les travaux topographiques sur le territoire marocain jusqu’en 1935. Il y côtoya un groupe de cartographes militaires qualifiés, attelés à la même tâche d’effectuer un relevé topographique détaillé du Protectorat espagnol, dont notamment — outre Gazapo Valdés — Joaquín de Ysasi-Ysasmendi (arrivé en 1927), Luis de Lamo Peris (arrivé en 1931), etc. Tous étaient officiers ou commandants d’active du Corps d’état-major.
En novembre 1927, peu après l’arrivée de Montaner Canet, la Commission géographique du Maroc fut renforcée et réorganisée en profondeur, à l’effet de quoi le fonctionnement décentralisé ayant prévalu jusque-là fut abandonné et le service entier fut centralisé dans un seul bureau de direction sis à Ceuta.
Bien que l’exécution des relevés nécessaires à la confection de la carte ait été marquée par de grandes difficultés matérielles consécutives à la fois aux caractéristiques du relief, à la connaissance déficiente du territoire concerné et au défaut de moyens de communication, les travaux connurent une progression rapide grâce à la mise en œuvre simultanée de deux techniques différentes : d’une part la topographie classique, appuyée sur les itinéraires tachymétriques, et d’autre part la photogrammétrie terrestre, méthode appliquée pour la première fois massivement aux fins de relevé topographique et qui allait être bientôt, après sa mise à l’essai au Maroc, étendue aux Canaries et à la métropole espagnole. À la mi-1930, les opérations géodésiques étaient déjà bien avancées, ce qui faisait prévoir à Canet Montaner que la chaîne de triangulation serait achevée dès l’année suivante.
Une difficulté supplémentaire fut la fixation des toponymes, faute de nomenclature géographique du territoire et en l’absence d’une norme convenue pour transposer en espagnol la phonétique berbère. De surcroît, dans le Protectorat se parlaient tant l’arabe que diverses variantes dialectales du berbère, raison pour laquelle les objets topographiques portaient des noms différents. Comme peu d’officiers du Corps d’état-major maîtrisaient les langues arabe et berbère, il fallut faire appel à des autochtones, et les toponymes étaient transcrits à l’oreille. En dépit de la collaboration du Service d’information et d’intervention indigène, les résultats de pareille démarche étaient peu satisfaisants, à telle enseigne que Montaner Canet lui-même déclara en 1930 :

« La Commission ne peut s’en porter garante, et ne peut répondre de l’exactitude de la transcription des noms qu’elle a apposés sur tous les accidents topographiques ; [...] pour maints noms, on ne s’en est pas reporté à l’indigène ; malgré cela, ils sont déjà entrés dans l’usage courant chez nous, alors qu’on s’aperçoit à présent qu’ils sont faux. »

La carte topographique du Maroc, dont la confection fut commencée au Dépôt de la Guerre en 1927, comportait vingt planches et couvrait la totalité du territoire du Protectorat du Maroc, soit 20 000 km2. Le processus d’édition alla bon train entre 1927 et 1930, période au cours de laquelle fut publié un total de 80 planches in-80 ; dans la période qui suivit, de 1931 à 1936, le rythme de parution ralentit, avec une moyenne de cinq in-80 annuels. En 1936, les dernières planches étaient prêtes à l’impression, encore que le tirage ait dû être retardé jusqu’en 1940 à cause de la Guerre civile . En 1956, un exemplaire en fut offert au roi Hassan II par le gouvernement espagnol.

### Soulèvement militaire de juillet 1936 et guerre civile
Au moment du soulèvement de juillet 1936 contre le gouvernement de la Seconde République, Montaner Canet se trouvait à Saragosse au titre de chef d’état-major de la 5e division militaire, tandis que ses anciens collègues cartographes de Melilla, le colonel Antonio Aranda Mata et le lieutenant-colonel Darío Gazapo Valdés, se trouvaient, pour le premier, à Oviedo, et pour le second, à Melilla, où il était resté en qualité de chef de la Commission des limites ; tous trois prirent part au coup d’État.
Montaner Canet, indépendamment de son degré d’affinité avec la rébellion, n’eut d’autre action à mener que de rester à son poste, pour seconder le général Cabanellas, son supérieur direct. Outre Montaner Canet, la majeure partie de l’état-major de la 5e division militaire était dans le secret de la conspiration et se tenait prêt à donner main-forte au soulèvement, malgré les permissions d’été accordées peu avant le 18 juillet, que les permissionnaires eurent soin de passer dans des localités peu éloignées du quartier-général de Saragosse. Du reste, un coup de force militaire ne fut pas nécessaire pour se rendre maître du chef-lieu de la division,.
Il a été établi que sur les neuf colonels en chef des états-majors de division militaire, sept se soulevèrent, pour cinq desquels il est certain qu’ils appartenaient à l’Union militaire espagnole (UME), à savoir nommément Montaner Canet, Cantero à Séville, Moxó à Barcelone, Moreno Calderón à Burgos, et Ungría, de l’état-major de la division de cavalerie à Madrid,. De ceux-là, seuls quatre avaient à quelque titre participé à la conspiration — les colonels Montaner Canet, Moxó, Peñamaría et Ungría —, dont seuls les deux premiers avaient joué un rôle clairement défini, avec une attitude proactive, et faisaient partie du noyau de la conspiration, en lien direct avec le projet du général Mola ; d’autres (Moreno Calderón et Tovar) eurent une attitude réactive, entraînés par les événements, et d’autres encore se joignirent au coup d’État une fois celui-ci consommé (Quero). Ungría fait figure de cas particulier parmi les rebelles, puisqu’il se borna dans un premier temps à se terrer avant de passer ensuite à la zone franquiste.
Le 20 juillet, par voie de télégramme, le colonel Moreno Calderón fut nommé par le général Mola chef d’état-major du général Sanjurjo, ce dernier ayant été choisi pour prendre la tête du Mouvement ; à la suite de la mort (accidentelle) de Sanjurjo, Moreno Calderón passa sous les ordres de Mola. Le 24 juillet suivant, les généraux de la zone Nord se réunirent dans les bureaux de l’ancienne Capitainerie générale de Burgos ; à l’issue d’une brève délibération fut institué, sous la dénomination Junta de Defensa Nacional (littér. Comité de défense nationale, désignée aussi par Junta de Burgos), le premier gouvernement de l’Espagne nationaliste, qui se composait du général Cabanellas, au titre de président, et comme membres, des généraux de brigade Mola, Saliquet, Dávila et Ponte, et des colonels d’état-major Montaner Canet, nommé secrétaire, et Moreno Calderón,,.
Après que ladite Junta eut été dissoute en octobre 1936, le général Franco nomma Montaner chef en second du secrétariat à la Guerre, puis du gouverneur militaire de San Sebastián, où il décéda le 5 janvier 1938.

## Inculpation posthume de crimes contre l’humanité et de détention illégale (2008)
En 2008, Montaner Canet fut l’un des 35 haut placés du franquisme mis en accusation par l’Audience nationale dans le cadre de la procédure engagée par le juge Baltasar Garzón pour délits présumés de détention illégale et de crimes contre l'humanité commis au cours de la Guerre civile et des premières années du régime de Franco. Toutefois, le juge déclara éteinte la responsabilité pénale de Montaner Canet, après qu’il eut reçu confirmation irréfutable de son décès, survenu cinquante-six ans auparavant,. L’instruction de cette affaire fut à ce point polémique que Garzón vint à être inculpé lui-même de prévarication et dut passer en jugement ; cependant, il fut acquitté en février 2012 par le Tribunal suprême.

## Publications de Montaner Canet
- (es) La Comisión Geográfica de Marruecos y Límites en la Feria de Muestras de Melilla, Melilla, Artes Gráficas Postal Exprés, 1930, 79 p. (lire en ligne).